# Seznam vrcholů v Cerové vrchovině
Seznam vrcholů v Cerové vrchovině zahrnuje pojmenované vrcholy s nadmořskou výškou nad 500 m. K sestavení seznamu bylo použito map dostupných na stránkách hiking.sk. Jako hranice pohoří byla uvažována hranice stejnojmenného geomorfologického celku.

## Seznam vrcholů
| #  | Vrchol        | Výška (m) | Souřadnice                       | Podcelek            | Přístup                   |
| -- | ------------- | --------- | -------------------------------- | ------------------- | ------------------------- |
| 1. | Karanč        | 727       | 48°09′30″ s. š., 19°47′23″ v. d. | Hajnáčska vrchovina | červená turistická značka |
| 2. | Šiator        | 660       | 48°10′35″ s. š., 19°50′29″ v. d. | Hajnáčska vrchovina | neznačeno                 |
| 3. | Monica        | 584       | 48°12′28″ s. š., 19°52′53″ v. d. | Hajnáčska vrchovina | žlutá turistická značka   |
| 4. | Pohanský hrad | 578       | 48°11′57″ s. š., 19°55′18″ v. d. | Hajnáčska vrchovina | červená turistická značka |
| 5. | Lazy          | 565       | 48°10′35″ s. š., 19°48′15″ v. d. | Hajnáčska vrchovina | neznačeno                 |
| 6. | Ragáč         | 537       | 48°13′22″ s. š., 19°58′57″ v. d. | Hajnáčska vrchovina | modrá turistická značka   |
| 7. | Soví vrch     | 514       | 48°12′42″ s. š., 19°54′39″ v. d. | Hajnáčska vrchovina | neznačeno                 |
| 8. | Veľký Bučeň   | 514       | 48°18′26″ s. š., 19°52′23″ v. d. | Bučenská vrchovina  | červená turistická značka |
| 9. | Belina        | 501       | 48°13′11″ s. š., 19°51′45″ v. d. | Hajnáčska vrchovina | neznačeno                 |